# 일리노이주의 대학 목록
다음은 미국 일리노이주의 대학 목록이다.

## 공립

### 4년제
- 일리노이 주립 대학교
- 일리노이 대학교 시카고
- 일리노이 대학교 스프링필드
- 일리노이 대학교 어배너-섐페인
- 노스이스턴 일리노이 대학교
- 노던일리노이 대학교
- 서던 일리노이 주립 대학교 카본데일
- 웨스턴일리노이 대학교

## 사립

### 비영리
- 시카고 대학교
- 드폴 대학교
- 도미니칸 대학교 (일리노이주)
- 일리노이 공과대학교
- 시카고 로욜라 대학교
- 무디신학대학교
- 내셔널 보건과학대학
- 노스웨스턴 대학교
- 시카고 예술대학
- 토요타 공업대학 시카고
- 휘튼 칼리지

## 파산
- 솔렉스 칼리지

## 같이 보기
- 미국의 대학 목록